# Atletica leggera ai Giochi della X Olimpiade - 400 metri piani

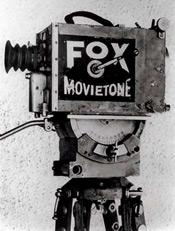
' (la gara è mostrata dal minuto 2'06" alla fine)

La competizione dei 400 metri piani di atletica leggera ai Giochi della X Olimpiade si tenne i giorni 4 e 5 agosto 1932 al Memorial Coliseum di Los Angeles.

## L'eccellenza mondiale
| Primatisti europei         | 47”6 1924 47”6 1925 | Eric Liddell Hermann Engelhard | Ritir. 1925 Ritir. 1929 |
| Primatista mondiale (1932) | 46”4 (440y)         | Ben Eastman                    | Presente                |
| Vincitore selezioni USA    | 46”9                | Bill Carr                      | Presente                |

## Risultati

### Turni eliminatori
| 6 Batterie         | 4 agosto | 27 iscritti   | Si qualificano i primi 3. |
| 3 Quarti di finale | 4 agosto | 6 + 6 + 6     | Si qualificano i primi 4. |
| 2 Semifinali       | 5 agosto | 6 + 6         | Si qualificano i primi 3. |
| Finale             | 5 agosto | 6 concorrenti |                           |

### Batterie
| Pos. | Concorrente   | Nazione  | Tempo |
| ---- | ------------- | -------- | ----- |
| 1    | Adolf Metzner | Germania | 50"4  |
| 2    | Seikan Oki    | Giappone | 50"5  |
| 3    | Alex Wilson   | Canada   | 50"5  |
| 4    | Kell Areskoug | Svezia   | 50"7  |

| Pos. | Concorrente       | Nazione     | Tempo |
| ---- | ----------------- | ----------- | ----- |
| 1    | Ben Eastman       | Stati Uniti | 49"0  |
| 2    | Jochen Büchner    | Germania    | 49"3  |
| 3    | Hjalle Johannesen | Norvegia    | 49"5  |
| 4    | Carlos de Anda    | Messico     | 49"8  |

| Pos. | Concorrente      | Nazione   | Tempo |
| ---- | ---------------- | --------- | ----- |
| 1    | Börje Strandvall | Finlandia | 49"8  |
| 2    | James Ball       | Canada    | 50"0  |
| 3    | Iwao Masuda      | Giappone  | 50"1  |
| 4    | Sten Pettersson  | Svezia    | 50"2  |

| Pos. | Concorrente       | Nazione       | Tempo |
| ---- | ----------------- | ------------- | ----- |
| 1    | Bill Carr         | Stati Uniti   | 48"8  |
| 2    | George Golding    | Australia     | 49"0  |
| 3    | Crew Stoneley     | Gran Bretagna | 49"1  |
| 4    | Walter Nehb       | Germania      | 49"4  |
| 5    | Khristos Mantikas | Grecia        | 49"6  |
| 6    | Manuel Álvarez    | Messico       | 49"9  |

| Pos. | Concorrente      | Nazione       | Tempo |
| ---- | ---------------- | ------------- | ----- |
| 1    | Felix Rinner     | Austria       | 49"2  |
| 2    | Godfrey Rampling | Gran Bretagna | 49,5  |
| 3    | Willie Walters   | Sudafrica     | 49,8  |
| 4    | Stuart Black     | Nuova Zelanda | 49"9  |
| 5    | Seiken Cho       | Giappone      | 50"0  |

| Pos. | Concorrente      | Nazione     | Tempo |
| ---- | ---------------- | ----------- | ----- |
| 1    | James Gordon     | Stati Uniti | 50"6  |
| 2    | Ray Lewis        | Canada      | 50"7  |
| 3    | Domingos Puglisi | Brasile     | 50"8  |
| 4    | Ricardo Arguello | Messico     | 50"9  |

### Quarti di finale
| Pos. | Concorrente      | Nazione     | Tempo Ufficiale | Tempo Elettrico |
| ---- | ---------------- | ----------- | --------------- | --------------- |
| 1    | Bill Carr        | Stati Uniti | 48"4            | 48"31           |
| 2    | Willie Walters   | Sudafrica   | 48"5            |                 |
| 3    | George Golding   | Australia   | 48"6            |                 |
| 4    | Alex Wilson      | Canada      | 49"6            |                 |
| 5    | Domingos Puglisi | Brasile     | 50"1            |                 |
| 6    | Iwao Masuda      | Giappone    |                 |                 |

| Pos. | Concorrente       | Nazione       | Tempo Ufficiale | Tempo Elettrico |
| ---- | ----------------- | ------------- | --------------- | --------------- |
| 1    | James Gordon      | Stati Uniti   | 48"6            | 49"66           |
| 2    | Godfrey Rampling  | Gran Bretagna | 48"8            |                 |
| 3    | Jochen Büchner    | Germania      | 48"9            |                 |
| 4    | James Ball        | Canada        | 49"3            |                 |
| 5    | Hjalle Johannesen | Norvegia      | 49"4            |                 |
| 6    | Seikan Oki        | Giappone      |                 |                 |

| Pos. | Concorrente      | Nazione       | Tempo Ufficiale | Tempo Elettrico |
| ---- | ---------------- | ------------- | --------------- | --------------- |
| 1    | Ben Eastman      | Stati Uniti   | 48"8            | 48"90           |
| 2    | Felix Rinner     | Austria       | 48"9            |                 |
| 3    | Börje Strandvall | Finlandia     | 49"0            |                 |
| 4    | Crew Stoneley    | Gran Bretagna | 49"1            |                 |
| 5    | Ray Lewis        | Canada        | 49"1            |                 |
| 6    | Adolf Metzner    | Germania      | 49"2            |                 |

### Semifinali
| Pos. | Concorrente      | Nazione       | Tempo Ufficiale | Tempo Elettrico |
| ---- | ---------------- | ------------- | --------------- | --------------- |
| 1    | Bill Carr        | Stati Uniti   | 47"2            | 47"25           |
| 2    | Alex Wilson      | Canada        | 47"8            |                 |
| 3    | George Golding   | Australia     | 48"0            |                 |
| 4    | Godfrey Rampling | Gran Bretagna | 48"0            |                 |
| 5    | Felix Rinner     | Austria       | 48"8            |                 |
| 6    | Jochen Büchner   | Germania      | 49"2            |                 |

| Pos. | Concorrente      | Nazione       | Tempo Ufficiale | Tempo Elettrico |
| ---- | ---------------- | ------------- | --------------- | --------------- |
| 1    | Ben Eastman      | Stati Uniti   | 47"6            | 47"60           |
| 2    | Willie Walters   | Sudafrica     | 48"2            |                 |
| 3    | James Gordon     | Stati Uniti   | 48"2            |                 |
| 4    | Börje Strandvall | Finlandia     | 48"4            |                 |
| 5    | Crew Stoneley    | Gran Bretagna | 48"6            |                 |
| 6    | James Ball       | Canada        | 49"0            |                 |

### Finale
William Carr, che ha vinto a sorpresa le selezioni olimpiche USA battendo favorito Benjamin Eastman (46"9 contro 47"1) si presenta in gran forma: in batteria migliora il record olimpico con 47"2. 

I due americani si ritrovano in finale: Eastman parte a razzo (21"9 ai 200 metri), ma deve poi pagare sul rettilineo finale, Carr lo supera e va a vincere col nuovo record mondiale.
| Pos.    | Corsia | Concorrente    | Età | Nazione     | Tempo Ufficiale | Tempo Elettrico |
| ------- | ------ | -------------- | --- | ----------- | --------------- | --------------- |
| Oro     | 4      | Bill Carr      | 22  | Stati Uniti | 46"2            | 46"28           |
| Argento | 2      | Ben Eastman    | 21  | Stati Uniti | 46"4            | 46"50           |
| Bronzo  | 3      | Alex Wilson    | 26  | Canada      | 47"4            |                 |
| 4       | 1      | Willie Walters | 24  | Sudafrica   | 48"2            |                 |
| 5       | 5      | James Gordon   | 23  | Stati Uniti | 48"2            |                 |
| 6       | 6      | George Golding | 26  | Australia   | 48"8            |                 |

Forse è questo il risultato tecnico di maggior rilievo dell'atletica a Los Angeles, nonostante le semifinali e la finale si siano corse nello stesso pomeriggio.